# Okręg Chambéry
Okręg Chambéry (fr. Arrondissement de Chambéry) – okręg w południowo-wschodniej Francji. Populacja wynosi 230 tysięcy.

## Podział administracyjny
W skład okręgu wchodzą następujące kantony:
- Aix-les-Bains-Centre,
- Aix-les-Bains-Nord-Grésy,
- Aix-les-Bains-Sud,
- Albens,
- Chambéry-Est,
- Chambéry-Nord,
- Chambéry-Sud,
- Chambéry-Sud-Ouest,
- Chamoux-sur-Gelon,
- Châtelard,
- Cognin,
- Échelles,
- Montmélian,
- Motte-Servolex,
- Pont-de-Beauvoisin,
- Ravoire,
- Rochette,
- Ruffieux,
- Saint-Alban-Leysse,
- Saint-Genix-sur-Guiers,
- Saint-Pierre-d'Albigny,
- Yenne.